# 西郷吉義

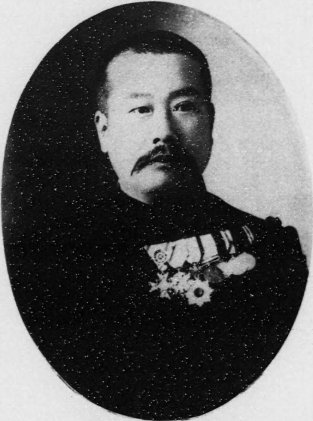
西郷吉義

西郷 吉義（さいごう よしみち、1855年12月15日（安政2年11月7日） - 1927年（昭和2年）9月3日）は、明治期から大正期の医師、医学博士、陸軍軍医学校長、宮内省侍医・宮中顧問官を歴任する。正三位勲一等功四級。

## 経歴
信濃国松本城下に松本藩士・西郷眞諒の次男として生まれ幼名を早苗と称し、後に叔父の西郷元善の養子となる。祖先は松平康長に仕えた三河西郷氏。1882年（明治15年）東京大学医学部を卒業し、同期には青山胤通・猪子止戈之助・田代正等がいる。
卒業後、医学部准助教授（内科学）となった後、日本陸軍軍医となり陸軍一等軍医に任官し軍医学校教官（内科学担当）となった。1896年（明治29年）12月16日『明治二十七八年役陸軍衛生事蹟』編纂委員に任命され、また陸軍衛生会議議員に選ばれた。1903年（明治36年）陸軍軍医学校長となり、翌年軍医監（少将相当）に昇任した。その間、東京衛戍病院長・近衛師団軍医部長を歴任。
1906年（明治39年）軍医学校長退任後宮内省侍医寮にて侍医兼務となり、陸軍休職後宮内省の許可を得て同年4月から1908年（明治41年）8月までドイツに私費にて留学した。帰国後専任侍医となり、1910年（明治43年）侍医寮主事、1912年（大正元年）侍医頭に就任した。同年2月21日医学博士号を授かり、翌年侍医寮御用掛となった後、宮内省顧問官を仰せつかった。その後、1927年（昭和2年）9月3日薨去。墓所は吉祥寺 (文京区)。父眞諒の墓も吉祥寺にあるが、場所は離れている。

## 栄典
位階
- 1891年（明治24年）3月3日 - 正七位[7]
- 1893年（明治26年）4月11日 - 従六位[8]
- 1896年（明治29年）5月15日 - 正六位[9]
- 1898年（明治31年）10月31日 - 従五位[10]
- 1903年（明治36年）10月30日 - 正五位[11]
- 1908年（明治41年）11月10日 - 従四位[12]
- 1913年（大正2年）11月21日 - 正四位[13]
- 1918年（大正7年）11月30日 - 従三位[14]
- 1927年（昭和2年）9月4日 - 正三位[15]

勲章等
- 1889年（明治22年）11月29日 - 大日本帝国憲法発布記念章[16]
- 1899年（明治32年）11月10日 - 勲五等瑞宝章[17]
- 1895年（明治28年）10月31日 - 功四級金鵄勲章・勲六等瑞宝章[18]
- 1905年（明治38年）5月30日 - 勲四等瑞宝章[19]
- 1906年（明治39年）4月1日 - 勲二等旭日重光章・明治三十七八年従軍記章[20]
- 1915年（大正4年）
  - 11月10日 - 大礼記念章[21]
  - 12月1日 - 勲一等瑞宝章[22]

## エピソード
- 1912年（明治45年）4月2日、陸軍大臣石本新六死去に際して吉義が天皇名代としてお見舞いに遣わされた[23]。

- 明治天皇は、1912年（明治45年）7月10日より体調に変調を来たし、同月19日夕方には体温が40度を超え、翌20日以降東京帝国大学教授の青山胤通・三浦謹之助を呼び、侍医主事であった吉義と共に日夜診療にはげんだが、7月20日には様態が極度に悪化し7月30日天皇は崩御された。

## 著書
- 「人体生理図 : 符号解」（ジョン・マーシャル著 西郷吉義訳 辻謙之介他 1884年）
- 「詳約内科各論」（西郷吉義他著 南江堂 1899年）
- 「中外医事新報 (371)」 P1「柳樹屯兵站病院ニ於ケル 虎列拉、及吐瀉病報告 西郷吉義」の項（日本医史学会 1895年9月）
- 「日本医学会誌 第1回」 P209「腸管畳積症ニ就テ 西郷吉義」の項（日本医学会 1894年）
- 「日本医学会誌 第2回」 P151「腸窒扶斯ニ就テ 西郷吉義」の項（日本医学会 1894年）